# チャールズ・ストーン
チャールズ・ポメロイ・ストーン（英:Charles Pomeroy Stone、1824年9月30日-1887年1月24日）は、アメリカ陸軍の職業軍人、土木技師および測量士である。米墨戦争で功績を挙げて2度名誉昇進を果たした。一旦除隊しメキシコ政府のために測量を行った後で、南北戦争のときは北軍に復帰して戦った。
ストーンは北軍に最初に志願して入隊した者とされており、戦中は将軍を務め、1861年10月のボールズブラフの戦いに参戦したことで知られている。この敗戦の責任を問われて逮捕され、6ヶ月間収監されたが、これは政治的な理由が大きかった。裁判を受けることが無く、釈放後も南北戦争の間は再度重要な指揮官職を受けることが無かった。ストーンはその後エジプト軍の将軍として再度目立った働きをした。また自由の女神像の基礎を建設したときの役割でも知られている。

## 初期の経歴
ストーンは1824年にマサチューセッツ州グリーンフィールドで、町医者アルフェウス・フレッチャー・ストーンとその妻ファニー・クッシングの息子として生まれた。1841年にウェストポイントの陸軍士官学校に入学し、4年後に41人の同期中7番目の成績で卒業した。1845年7月1日に兵站部名誉少尉に任官された。
ストーンはウェストポイントに留まり、1845年8月28日から1846年1月13日まで助教授を務め、地理学、歴史および倫理学を教えた。その後1846年の間に兵站士官補としてニューヨーク州のウォーターブリート武器庫に駐屯し、またバージニア州オールドポイント・コンフォートのモンロー要塞で勤務した。そこにいる間に武器庫管理を務め、後にメキシコとの戦争で上官になったベンジャミン・フーガー大尉の助手を務めた。

### 米墨戦争
ストーンは、米墨戦争ではウィンフィールド・スコット少将の軍隊で戦い、1847年3月3日に少尉に昇進した。3月9日から29日に掛けてベラクルス包囲戦が初陣であり、5月14日のアマゾーク近くでの小戦闘、8月19日から20日に掛けてのコントレラスの戦いと続いた。9月8日のモリノ・デル・レイの戦いでは目立った働きをして、この戦闘での「勇敢で称賛に値する働き」に対して同日付けで中尉に名誉昇進した。

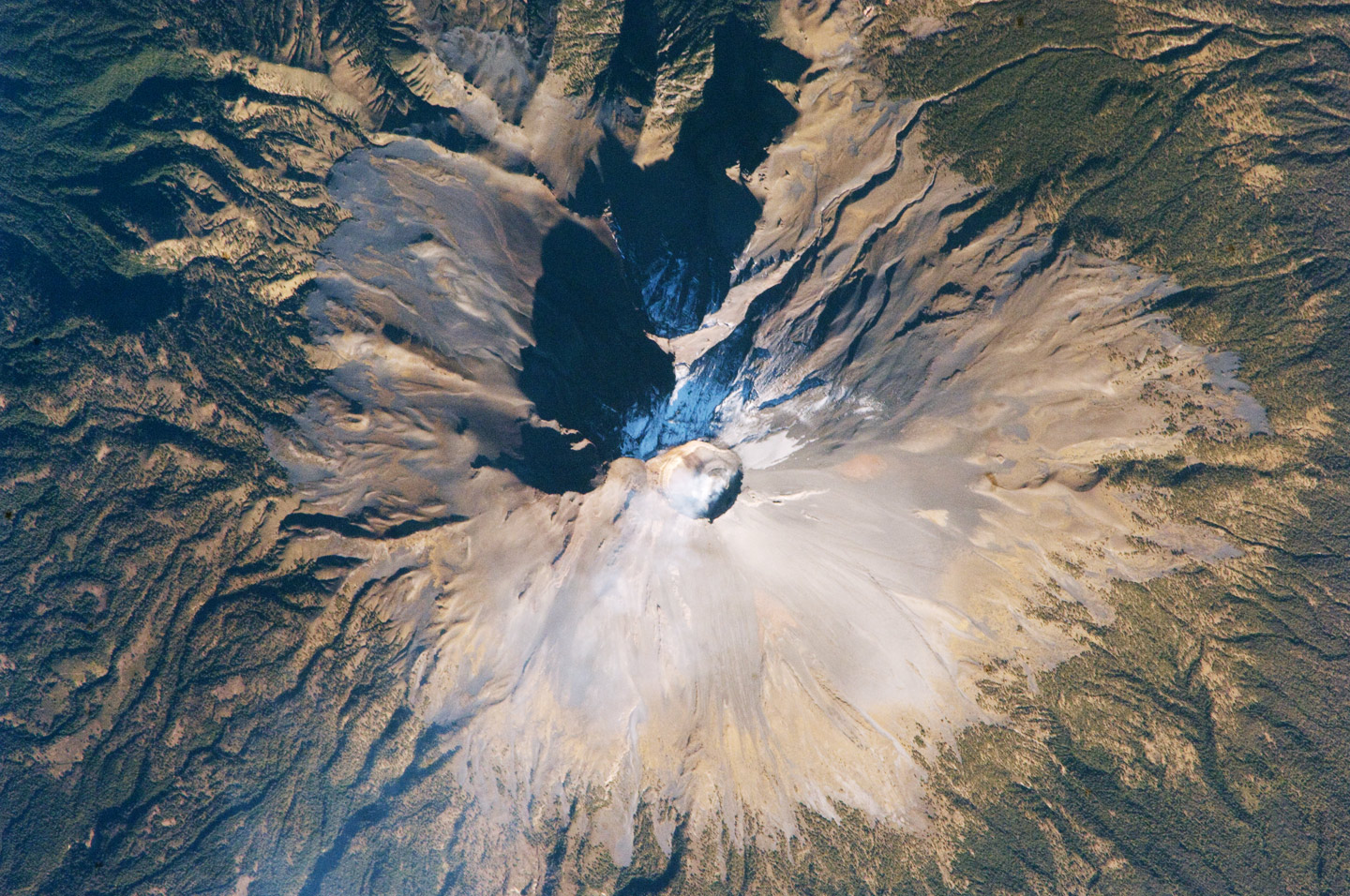
ポポカテペトル山、ストーンが1847年にその山頂に登った

1847年9月13日、ストーンはチャプルテペクの戦いに参戦し、その日の行動で名誉大尉に指名された。さらに9月15日までメキシコシティの戦いに参加し、火山のポポカテペトル山登攀隊に加わり、その頂上にアメリカ国旗を掲げることに成功した。
メキシコとの戦争が終わった後、ストーンは1848年にウォーターブリート武器庫に戻り、再度兵站士官補に就いた。その後アメリカ陸軍から休暇を認められ、ヨーロッパに渡って2年間、各国軍隊の軍隊演習を研究した。1850年に短期間ウォーターブリートでの任務に戻り、1851年にはモンロー要塞武器庫の指揮を任せられた。その年遅く、太平洋方面軍兵站部長に指名されてこの職を1855年まで務め、またその年にはカリフォルニア州のベニシア武器庫建設を始めた。この期間の1853年2月26日付けで大尉に昇進した。
1853年にはまた、エスター・フィリップソンとロバート・エメット・クラリー中尉の娘、マリア・ルイザ・クラリーと結婚した。クラリー中尉はウェストポイントでジェファーソン・デイヴィスの同級生だった（デイヴィスは1829年3月31日のクラリー夫妻の結婚式で介添人を務めた）。ストーン夫妻には一人娘ヘッティが生まれた。1856年11月17日、ストーンは家族のために「給与が不十分だ」としてアメリカ陸軍を除隊した。1856年にサンフランシスコで短期間銀行家となったが、翌年「資金を持ち逃げされた」ために銀行が潰れた。ストーンはメキシコに戻り、様々な政府の仕事をした。1857年から1860年にはメキシコのソノラ州で測量を行い、1858年から1860年はカリフォルニア州の海岸地域を測量した。1858年から1859年はまた、ソノラ州の中心都市グアイマスで領事代行を務めた。1860年、ストーンは家族と共にアメリカに戻り、ワシントンD.C.に居を構えた。1861年、「ソノラ州に関するノート」と題する測量成果を出版した。

## 南北戦争
アメリカ合衆国からの脱退騒動が起こったとき、ストーンはワシントンに居てソノラ州に関する報告書を書いていた。元の指揮官ウィンフィールド・スコットと会食した後で、ストーンは1861年1月1日付けで大佐としてコロンビア特別区民兵隊の監察長官になることを求め、南北戦争前に北軍に招集された最初の志願士官ということになった。その役職にあって、次期大統領エイブラハム・リンカーン着任のために首都を警備し、新しい大統領の就任警護を自ら指揮した。
ストーンは5月14日に第14アメリカ歩兵連隊の大佐に指名され、その年の8月には5月17日付けで北軍の准将に昇進した。6月から7月に掛けての第一次ブルランの戦いの作戦で、ロバート・パターソン少将のシェナンドー軍で1個旅団を指揮した。その秋にはポトマック川上流の浅瀬を警護する1個師団（監視軍団と呼ばれた）を指揮した。
ストーンは与えられた命令を実行し規律を維持する中で、出身州のジョン・アルビオン・アンドリュー知事やマサチューセッツ州選出の古参上院議員チャールズ・サムナーの注意と怒りを集めることになった。この2人はどちらも強力で影響力有る急進派共和党の政治家だった。9月遅くにストーンは、兵士達に「近郷における有色従僕達に不服従を扇動したり奨励したりしない」ことを要求する一般命令を発した。2人の逃亡奴隷が部隊の守っている前線に入ってきたとき、ストーン指揮下の1個連隊第20マサチューセッツ歩兵連隊が直ぐに彼等を捕まえ所有者に返却した。このことはストーンの命令にも、連邦法やメリーランド州法にも従ってなされた。しかし、第20マサチューセッツ歩兵連隊の多くの者は奴隷制度廃止論者であり、逃亡奴隷を奴隷の身分に戻すというストーンの主張を無視し、奴隷の家族やその代表者に事件のことを手紙で報せた。アンドリュー知事はこの手紙をストーンに渡した連隊の大佐を強く叱責した。ストーンはそれを読んだ後で返信し、その内容は軍事歴史家ブルース・キャットンが要約したところでは次のようなものだった。「この連隊は今アメリカ合衆国に仕えており、知事は連隊の規律に口出しはできない。若い中尉や大佐は言われたことを適切に処置しており、いかなる知事の叱責にも従うことはない。知事は今後、手を控えていただくことをお願いする。」
>
さらに過熱した手紙がアンドリューとストーンの間に交わされ、アンドリューはサムナーを巻き込み、サムナーは直ぐにまた強くアメリカ合衆国上院の場でストーンを非難した。これに対するストーンの文書による反応では、「ほとんど上院議員に決闘を申し込んでいるかのような激しい言葉で」綴られており、事態をさらに悪くした。ストーンがこれら2人を邪険に扱ったことは近い将来に災いを生むことになった。

### ボールズブラフ
1861年10月20日、ストーンはジョージ・マクレラン少将からポトマック川を渡って偵察を行い、バージニア州リーズバーグにおける南軍の動向を報告するよう命じられた。マクレランはまたこの行動が、前日にドレインズビルに向けて動いたジョージ・A・マッコール准将の師団（総勢13,000名）の動きと組み合わされて、戦闘が起こること無しにその地域から南軍撤退を促すことを期待した。この状況に関してマクレランの参謀からストーンに与えられた命令の概要は次の通りだった。
この命令を受けたストーンは、必要な時には近くのマッコール軍から支援を得られると考えた。ストーンが知らなかったことは、マクレランが10月21日にはマッコール軍がラングレーの以前の陣地に戻るように命じていたことであり、ストーン部隊の支援を難しくしていたことだった。ストーン師団は約10,000名の勢力であり、リーズバーグからは約8マイル (13 km) のメリーランド州プールズビル周辺に駐屯しており、部隊の一部をポトマック川岸に点在させていた。ストーンは砲兵隊をポトマック川沿いのエドワード渡し場に移動させ、南軍が守る対岸の森に砲撃できるようにした。ストーンは次に3隻の小さな船で第1ミネソタ歩兵連隊の約100名を対岸に送り、彼等は何事もなく直ぐに戻ってきた。日没近くなって、ストーンは第15マサチューセッツ歩兵連隊から20名の小偵察隊を派遣し、リーズバーグ方面を探らせ、北軍の動きで期待する効果が有ったかを見極めようとした。川中にあるハリソン島から渡河したこの部隊はボールズブラフ（崖）をよじ登り、内陸1マイル (1.6 km) 足らずに少なくとも30名の南軍兵が宿営していると信じたものに遭遇した。偵察隊はハリソン島に午後10時頃に戻り、エドワード渡し場にいるストーンに伝令を送って報告した。
ストーンはこの報告に反応して、南軍が実際にリーズバーグから去っていると考え、さらに調べて見ることにした。午後5時にエドワード渡し場から直接川を渡る部隊を自ら指揮する一方で、チャールズ・ディブンス大佐とその第15マサチューセッツ歩兵連隊の半分（約300名）にはその夜に直接ボールズブラフに渡るよう命令した。ストーンの指示内容は「夜の闇に紛れて敵の宿営地まで密かに行軍して夜明けとともに攻撃して破壊し...島まで速やかに戻ること」とされていた。ディブンスはストーンの命令を実行し3隻の10人乗りという小さな船で困難な渡河を行い、これには4時間を要した。ストーンはまた、ディブンスに攻撃後の処置について、すなわちリーズバーグを守るか、ハリソン島に戻るかをその裁量に任せてもいた。ストーンは第15マサチューセッツ歩兵連隊の残りと第20マサチューセッツ歩兵連隊（ウィリアム・R・リー大佐）にもこの動きに加わるよう命じ、全体指揮は大佐でアメリカ合衆国上院議員のエドワード・D・ベイカーが執るよう命じた。ディブンスは宿営地が無いことが分かり（先の偵察隊は夜陰の中で明らかにトウモロコシの刈り束をテントと見誤っていた）、停止してストーンの指示を仰いだが、ストーンはリーズバーグに近付けと返事した。ディブンスがリーズバーグに接近すると実際の南軍宿営地を発見した。ディブンスはそこで留まり援軍を待つことにしたが、ベイカー隊が到着する前の午前7時に小競り合いが始まった。
南軍のネイサン・G・"シャンクス"・エバンス大佐はストーンに対抗することになる部隊を率いており、敵が渡河したことを知ったときにその2,000名の部隊を分割した。所属するうちの3個連隊はエドワード渡し場からリーズバーグに向かう道路を遮断してストーン隊に対処するように命じ、一方残り部隊はボールズブラフでベイカー隊と戦って破った。ベイカーは情報を送らなかったので、ストーンは戦闘が起こっていることを知らずに、その行く先が南軍に遮断されていることが分かるとエドワード渡し場に戻った。続いてハリソン島に行ってボールズブラフでの敗戦を知り、直ぐにマクレランに宛ててマッコール軍からの援軍を求めたが、近くにいると思っていたその部隊は実際には20マイル (32 km) 以上も離れた所にいた。
ストーンはボールズブラフで約1,000名の戦死、負傷、捕虜および溺死者を出し、一方南軍は160名足らずを失っただけだった。北軍の損失の中には現職の上院議員ベイカーも含まれていた。ベイカーは「4発の銃弾を受けて地に倒れる前に死ぬ」という戦死だった。ベイカーの戦死とボールズブラフの戦闘はストーンのその後に重大な影響を及ぼし、また南北戦争の遂行方法にも影響を与えることになった。マクレランは10月24日の戦闘に関する公式報告書で、「この災難は直接指揮を執った者が犯した誤りによって起こされたものであり、ストーンのせいではない」と言って、ストーン自身は敗北の責任がないものとしていた。

### 逮捕と収監
ストーンは大衆の批判の鉾先に立たされた。ベイカーの議会による追悼と敗戦に対する怒りの後で、アメリカ合衆国議会両院合同戦争遂行委員会が設立された。この7人の委員会（全て急進派共和党員）はボールズブラフ事件の最初の証人としてストーンを召喚しストーンとその他38名の証言は秘密にされた。10月末前にボールズブラフの戦いに関するストーンの公式報告書が「ニューヨーク・トリビューン」紙に漏れ、その中でストーンはベイカーの勇敢さを称賛していたが、野戦指揮官としてはその思慮の足り無さを明らかにしていた。議会におけるベイカーの仲間達、中でもアンドリュー知事とサムナー上院議員は明け透けにこの報告書を非難し、ベイカーではなくストーンに非難の鉾先を向け始めた。ストーンの合衆国に対する忠誠心や奴隷制に対する立場が軍隊における能力や決断力よりも大きく問題にされた。委員会の審問（および概して大衆）はストーンを、南軍との不適切頻繁な対話、ベイカーを援護しなかったこと、兵士を使ってメリーランド州奴隷所有者の資産を保護したこと、および逃亡奴隷をその所有者に戻したことについて告発した。最後の2つはメリーランド州法にも連邦法でも合法だった。ストーンが自身を弁護するためにもう一つ問題だったことはマクレランから「その作戦、軍隊を動かす命令、あるいは軍隊の配置に関する命令について」証言することを禁じられたことだった。このことでストーンは委員会にその行動を説明できなくなったが、マクレランを捜査の対象から外してもいた。
ストーンは不忠誠と反逆の嫌疑で1862年2月8日夜半直前に逮捕された。これは1月28日付け陸軍長官エドウィン・スタントンからの命令で行動したマクレラン少将の命令に基づくものだった。ワシントンの自宅近くでストーンを待ち構えていたのはジョージ・サイクス准将の指揮する18名の兵士だった。ストーンが近付いていくと、サイクスは「私はかって経験したことのない最も不名誉な任務に就いている。貴方を逮捕することだ」と言った。ストーンが怒って理由を尋ねると、サイクスは「分からない。軍隊総司令官ジョージ・マクレラン少将の命令だ。...貴方はラファイエット砦に送られることは言ってもいいだろう」と言った。ストーンはショックを受けて、「そこは脱退主義者を送るところだ。私は如何なる任務においても政府に忠実な軍人だ」と言った。
ストーンは護衛を付けられて列車でラファイエット砦の軍事刑務所に送られるよう命令された。フィラデルフィアの操車場に到着すると、切符を買う時の混乱から自分で購入することになった。刑務所に着くと、直ぐに独房に収容されたが、なんとか弁護士を雇って公式の告発が行われるのを待つことにした。軍法に拠れば告発は逮捕から8日以内に行われる必要があったが、ストーンの事件では告発が実行されることは無かった。ストーンはマクレランに（捜査が進行中と回答した）、軍の総務局（回答は無かった）およびスタントン自身に質問状を送り、スタントンは「告発は公開される前の審査中だ」と回答した。
アメリカ陸軍規則に反して、ストーンに対する告発は行われず、法廷に立つことも無かった。ラファイエット砦の独房にいる間に、運動ができなかったので健康が衰え始めた。ストーンの医者がスタントンに激しく抗議したので、スタントンはストーンをハミルトン砦の軍事刑務所に移すよう命令した。そこでストーンは運動を許され、健康状態は改善した。ラファイエット砦には50日間滞在し、ハミルトン砦ではさらに139日間を過ごすことになった。最終的に1862年8月16日、説明や謝罪も無しに釈放された。釈放の理由はカリフォルニア州選出上院議員ジェイムズ・A・マクドーガルが提案した新しい法律だった。マクドーガルは他の法案に小さな付け足しを行って、公式の告発は逮捕から8日以内に行われるという軍法の規則を再提示したが、さらに収監された士官は30日以内に裁判に掛けられなければならないと追加されることになった。マクドーガルはこの法がその時点で逮捕されている者達にも適用されると明確にし、これがストーンの場合にも当てはまった。この法案はアメリカ合衆国議会を通過し7月17日にリンカーン大統領が署名して法律となった。スタントンはストーンを釈放するまでにそれから30日間待った。

### 南北戦争の残り期間
ストーンは釈放後ワシントンの自宅に戻って命令を待ちながら、その汚名をすすごうと試み続けた。逮捕や収監という事実にも拘わらず、ストーンの任務はまだ続いていた。1862年9月、メリーランド方面作戦が行われていた頃、マクレランが陸軍省にストーンを復任させるよう求めたがスタントンが断った。1863年早々にジョセフ・フッカー少将がポトマック軍指揮官に就任すると、フッカーはストーンに参謀長就任を求めたが、スタントンはこの要請も拒否した。2月27日（ストーンの妻マリア・クラリーが死んだ数日後）、ストーンはやっと逮捕された証言について聴聞されることを許され、マクレランがもはや上官ではなかったので、自由に告発に答えることができた。ストーンはこのことで委員会も満足させ、委員会はその後間もなくストーンの容疑を晴らす改定された調査結果を発行した。この事実が知られると、「ニューヨーク・タイムズ」紙は次のような論説を載せた。
ストーンは5月まで任務が無かった後に、メキシコ湾方面軍任務を命じられ、ポートハドソンの包囲戦では降伏勧告員となり、レッド川方面作戦ではナサニエル・バンクス少将の参謀長を務めた。しかし、1864年4月4日、スタントンがストーンに准将としての志願兵任務の解除を命じ、正規軍の中の大佐の位に戻した。ピーターズバーグ包囲戦では短期間ポトマック軍の旅団長を務めたが、最後は戦争が終わる前の1864年9月13日に陸軍から除隊した。

## 戦後の経歴
1865年に南北戦争が終わると、ストーンはバージニア州のドーバー鉱山会社で技師として、後には最高責任者として1869年まで務めた。翌年、アメリカ陸軍総司令官になっていたウィリアム・シャーマンがストーンをエジプト軍での任務に推薦した。ストーンは1870年から1883年までエジプト総督のイスマーイール・パシャのために参謀長と将軍武官として仕えた。そこに居る間に中将の位に昇進し、フェリク・パシャの称号を与えられた。エジプト軍におけるストーンの経歴は次のように記述されている。
ストーンは後にアメリカ合衆国に戻り、1883年にフロリダ・シップ・キャナル会社のために技師として働いた。また自由の女神像台座とコンクリート基礎の建設時には技師長を務めた。ストーンはその除幕式後に倒れニューヨーク市で死んだ。ストーンはウェスト・ポイントのウェスト・ポイント墓地に埋葬されている。
ストーンの妻マリアは、ストーンがハミルトン砦から釈放された後間もなくワシントンD.C.で死んだ。ストーンは1863年にニューオーリンズでの勤務中に遠い親戚であるジーン・ストーンと恋に落ちて結婚した。夫妻には2人の娘と一人の息子が生まれた。息子のジョン・ストーン・ストーンは後に無線電信の分野で開拓者になった。ストーンはまた、米墨戦争に従軍した士官達の社交組織である「1847年のアズテック・クラブ」では当初の協働設立者の1人だった。

## 遺産
軍事歴史家エズラ・J・ワーナーはボールズブラフの戦い後のストーンの待遇に軽蔑の念を抱き、1864年に次のように言った。